# Werner Bokermann
Werner Carl August Bokermann (Werner Carlos Augusto Bokermann) (4 de julio de 1929, Botucatu-1 de mayo de 1995, São Paulo) fue un herpetólogo y ornitólogo brasileño de origen alemán. 

## Biografía
Werner nació en la ciudad de Botucatu, en el interior de São Paulo, en 1929. Era hijo de Werner Bokermann y Lauiz Stricker. Trabajó en la "Fundación Parque Zoológico de São Paulo"

## Honores

### Epónimos
| - Cochranella bokermanni Taylor & Cochran, 1953 - Hyla bokermanni Goin, 1960 - Leptodactylus bokermanni Heyer, 1973 - Lonchophylla bokermanni Sazima, Vizotto & Taddei, 1978 | - Eleutherodactylus bokermanni Donoso-Barros. 1979 - Crossodactylodes bokermanni Peixoto, 1983 - Physalaemus bokermanni Cardoso & Haddad, 1985 - Crossodactylus bokermanni Caramaschi & Sazima, 1985 - Cynolebias bokermanni Carvalho & Cruz, 1985 | - Phrynomedusa bokermanni Cruz, 1991 - Aparasphenodon bokermanni Pombal Jr. 1993 - Dendrophryniscus bokermanni Izecksohn, 1993 - Antilophia bokermanni Coelho & Silva 1998 - Crossodactylus werneri Pimenta, Cruz & Caramaschi, 2014 |